# L'ombra del gigante (film)
L'ombra del gigante è un film del 2000 diretto da Roberto Petrocchi,  tratto dal racconto Il gigante di Paola Capriolo, contenuto nella raccolta La grande Eulalia del 1988. Il film è stato presentato alla 50ª edizione del Festival internazionale del cinema di Berlino.

## Trama
Un ufficiale di nome Eugenio, accompagnato dalla moglie Adele e dal figlio Ottaviano, giunge in una fortezza sperduta e desolata, in un posto non precisato dell'Europa del Nord. Nella fortezza è imprigionato un uomo, di cui tutto è sconosciuto. Ciò che è certo è che la fortezza dovrà essere distrutta alla morte dell'unico prigioniero.
Adele, che è una pianista, sente le note di un violino provenire dalla cella in cui è rinchiuso l'uomo, a cui risponde ogni giorno con le note del pianoforte. L'unione di queste melodie generano un legame tra il prigioniero e Adele; la quale cambierà completamente e in modo irreversibile.